# Triticum timopheevii
Triticum timopheevii är en gräsart som beskrevs av Petr Michajlovitj Zjukovskij. Triticum timopheevii ingår i släktet veten, och familjen gräs. Inga underarter finns listade i Catalogue of Life.

## Bildgalleri

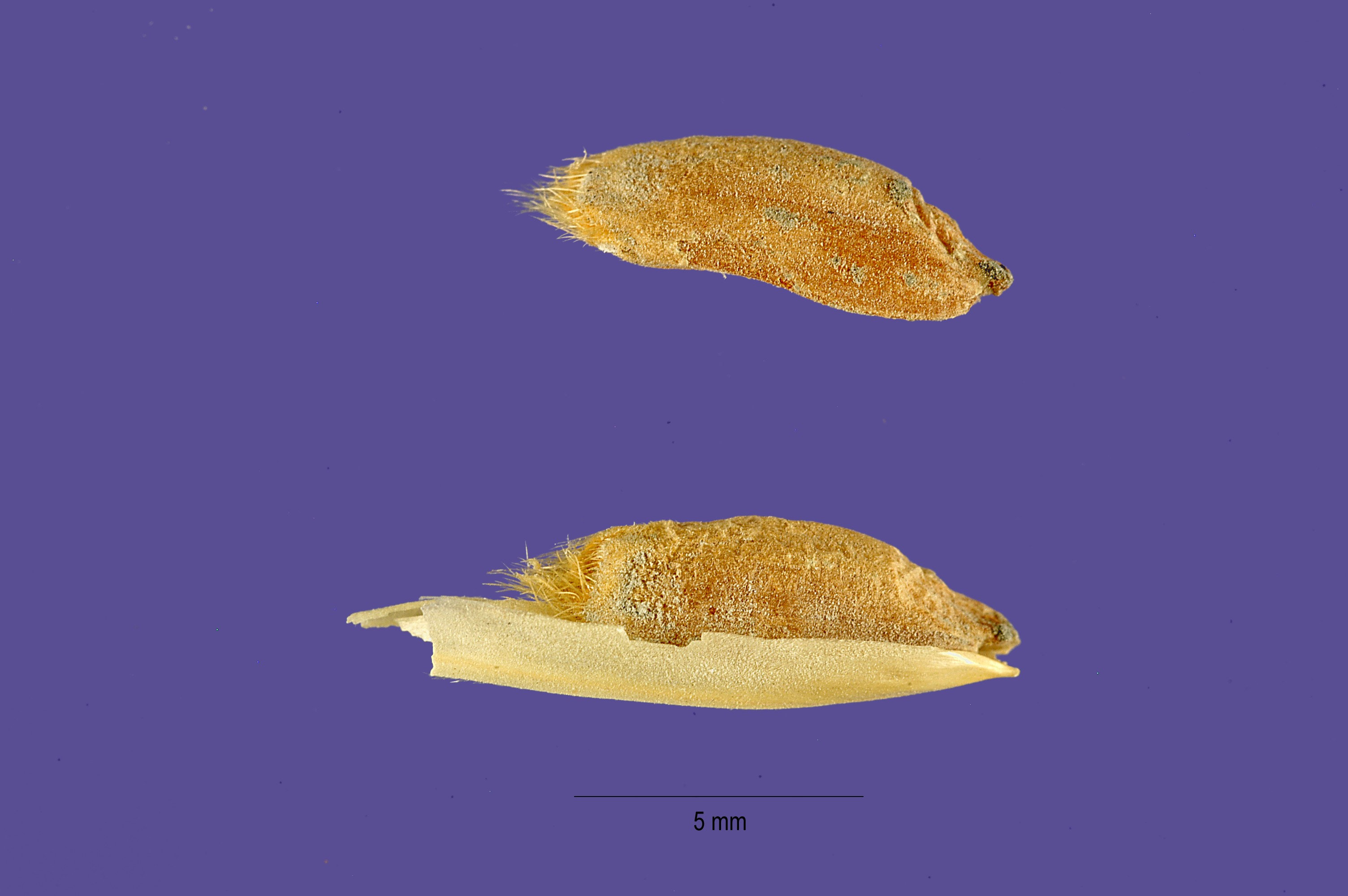